# Wolbachia
Wolbachia és un gènere de bacteris que infecten espècies d'artròpodes, incloent una alta proporció d'insectes (~60% de les espècies). És un dels microbis paràsits més comuns del món i possiblement el més comú de la biosfera entre els paràsits reproductius. Segons un estudi més del 16% de les espècies d'insectes neotropicals porten aquest bacteri. i s'estima que entre el 25-70% de tots els insectes en poden ser potencialment hostes.
Aquest bacteri va ser identificat, el 1924, per Marshall Hertig i S. Burt Wolbach en Culex pipiens, una espècie de mosquit. El 1971 es descobrí que els ous d'aquest mosquit els matava Wolbachia per incompatibilitat citoplasmàtica.
És un bacteri molt interessant per la seva distribució ubiqua i les moltes interaccions evolutives.